# 国際秘密警察 指令第8号
『国際秘密警察 指令第8号』 (こくさいひみつけいさつ しれいだい8ごう)は、杉江敏男監督の1963年の日本のスパイ映画。「国際秘密警察シリーズ」の第1作。

## ストーリー
南ベトナム・サイゴンで政府要人が殺され、政府要人と接触していた日本の商社社員・秋元が消息を絶った。この件に死の商人・ケントが絡んでいるとして、パリの国際秘密警察本部から北見次郎が日本へと派遣された。北見は、秋元の同僚である江崎と共に、ケント一味の暗躍を打破すべく立ち上がる。

## キャスト
- 北見次郎  :  三橋達也[1]
- 江崎夏雄  :  佐藤允[1]
- 秋元  :  夏木陽介[1]
- 来宮冴子  :  水野久美[1]
- 津川美恵  :   若林映子[1]
- ルドルフ・ケント  :   ジェリー伊藤[1]
- 灰谷専務  :  河津清三郎[1]
- メリー・園  :  谷内リエ[1]
- 安西  :  児玉清[1]
- ビンホア  :   中村哲[1]
- 反乱軍首領  :  滝恵一[1]
- タン  :  大友伸[1]
- 野々崎  :  浜村純[1]
- 手島  :  伊藤久哉[1]
- 周  :  天本英世[1]
- 辰巳  :   大木正司[1]
- 指令者  :  エド・キーン[2]
- 酔いどれのフオン  :  長谷川弘[1]
- クエン  :  ヘンリー大川[1]
- 刑事Ａ  : 八色賢典[1]
- 刑事 B  : 桜井巨郎[1]
- 警部Ａ :  岡部正[1]

※ノンクレジット
- ケントの水夫 : 谷晃, チコ・ローランド
- 反乱軍の一味 : 広瀬正一, 宇留木康二, 鈴川二郎
- クラブのボーイ : 岩本弘司
- 警官 : 山田彰, 今井和雄, 大西康雅, 大仲清治
- 喫茶店のマスター : サベル・ジャミール
- 飛行場の男 : 川村郁夫, 伊藤実, 門脇三郎, 夏木順平, 安芸津広, 橘正晃, 清水良二, オスマン・ユセフ, 松下正秀, 坪野鎌之, 日方一夫
- 飛行場の女 : 一万慈鶴惠
- 列車の乗客 : 小野松枝, 勝部義夫, 桂伸央
- 食堂車のボーイ : 越後憲三
- クラブの客 : 榊田敬二, 天見竜太郎
- 操舵手 : ロルフ・ジェッサー
- タンクローリーの運転手 :  当銀長太郎
- 刑事 : 成田孝
- 飛行機の乗客: エンベル・アルテンバイ

## スタッフ
以下のスタッフ名は特に記載のない限り東宝に従った。
- 製作 :  田中友幸、三輪礼二
- 脚本 :  小川英、間藤守之
- 監督 :  杉江繁男[2]
- 撮影 :  完倉泰一
- 音楽 :  神津善行
- 照明 :  猪原一郎
- 録音 : 藤縄正一
- スチル :  副田正男

## 同時上映
- 『秘剣』